# Borstal Boy
Borstal Boy (tj. Kluk z pasťáku) je britsko-irský hraný film z roku 2000, který režíroval Peter Sheridan podle vlastního scénáře na základě stejnojmenného životopisného románu Brendana Behana. Film zachycuje období, které nezletilý Brendan Behan strávil v nápravném zařízení.

## Děj
Film začíná v roce 1941, kdy 16letý dobrovolník IRA Brendan Behan přijíždí z Irska do Liverpoolu, aby zde spáchal bombový útok. Je však ihned po příjezdu odhalen, zatčen a odsouzen na tři roky k pobytu v nápravném zařízení pro mladistvé ve východní Anglii. Ještě ve vězení se seznámí s Charliem Milwallem, mladým námořníkem, který byl odsouzen za krádeže. Charlie se do Brendana zamiluje, ale Brendonovi je to zpočátku nepříjemné, navíc jsou pro něj všichni Angličané nepřátelé. Ihned po příjezdu začne plánovat útěk. Spolu s dalšími čtyřmi kluky utečou, ale během útěku zahynou dva z nich, protože okolí bylo kvůli probíhající válce zaminováno. Z Londýna ohroženého nálety přijíždí ředitelova dcera Liz, která se s Brendanem sblíží. Pomůže mu zorganizovat divadelní představení Wildovy hry Jak je důležité míti Filipa. Teprve při jejím nastudování si Brendan uvědomí, jaké city má vůči Charliemu. Charlie však zanedlouho odjíždí, protože dostal nabídku vrátit se na svou válečnou loď Prince of Wales. Když se Brendan zanedlouho z filmového týdeníku dozví o potopení lodi, je v šoku. Dostane možnost být předčasně propuštěn, pokud slíbí zanechat útoků proti Velké Británii. Poté je vyhoštěn zpět do Irska.

## Obsazení
| Shawn Hatosy   | Brendan Behan         |
| Danny Dyer     | Charlie Milwall       |
| Lee Ingleby    | Dale                  |
| Michael York   | ředitel Joyce         |
| Eva Birthistle | Liz Joyce, jeho dcera |
| Mark Huberman  | Mac                   |
| Ian McElhinney | Verreker              |